# SARS-CoV-2-Variante Beta

Länder mit bestätigten Fällen von 501.V2 (Stand: 6. März 2021)

Die SARS-CoV-2-Variante Beta, nach der Pango-Nomenklatur B.1.351 (zuvor 501.V2 und N501Y.V2), ist eine durch Mutation entstandene Variante des Betacoronavirus SARS-CoV-2. Diese Variante wurde in Südafrika entdeckt und am 18. Dezember 2020 vom Gesundheitsministerium des Landes gemeldet. Die WHO vergab ab 1. Juni 2021 griechische Buchstaben für die Bezeichnung der SARS-CoV-2-Varianten, um eine Stigmatisierung von Ländern zu vermeiden.
Die Variante hat möglicherweise die zweite Welle der COVID-19-Pandemie in Südafrika angetrieben.

## Mutationen
Diese Variante enthält die Mutation N501Y, die auch in Australien und insbesondere in der Variante Alpha (alias B.1.1.7) im Vereinigten Königreich (ausgehend von der Grafschaft Kent) nachgewiesen wurde.
Außerdem wurden bei der Variante Beta zwei weitere Mutationen gefunden, die in der Alpha-Variante fehlen: E484K und K417N; umgekehrt fehlt bei der Variante Beta (501.V2) die bei Alpha festgestellte Mutation (Deletion) 69-70del.
Diese Variante scheint daher kein Abkömmling der Variante Alpha zu sein, offenbar gab es stattdessen weltweit mehrere unabhängige gleichartige Ereignisse von Mutationen N501Y, später auch in der sich ab November 2021 verbreitenden Variante Omikron vertreten.

## Ausbreitung
Am 24. Dezember 2020 wurde bekannt, dass auch in Nigeria eine neue Variante von SARS-CoV-2 aufgetaucht ist. Diese unterscheidet sich offenbar sowohl von der „südafrikanischen“ 501.V2 als auch von der „englischen“ Variante Alpha, obwohl die Mutation N501Y ebenfalls vorhanden ist.
In Deutschland wurde die Variante erstmals Anfang Januar 2021 nachgewiesen. Nach Informationen vom 12. Januar war die Mutation von einer Person, die am 13. Dezember 2020 aus Südafrika zurückkehrte, in den Zollernalbkreis eingeschleppt worden. Am 31. Dezember 2020 veröffentlichte die WHO neue Zahlen.
Anfang Januar 2021 erkrankten mehrere Personen mit Bezug zum österreichischen Skigebiet Hochfügen mit Symptomen, die auf eine COVID-Erkrankung hinwiesen. Die genommenen Proben wurden später durch die Agentur für Gesundheit und Ernährungssicherheit sequenziert und als 501.V2-Infektionen festgestellt.
Am 16. Januar 2021 wurde die Variante erstmals in Dänemark nachgewiesen.
In den Vereinigten Staaten wurden die Gesundheitsbehörden des Bundesstaates South Carolina am Abend des 27. Januars 2021 durch die Centers for Disease Control and Prevention informiert, dass 501.V2 erstmals in den Vereinigten Staaten in einer Probe aus dem Bundesstaat identifiziert worden war. South Carolina fand kurz darauf einen zweiten Fall. Es handelte sich in beiden Fällen um Männer, die nicht Südafrika bereist hatten und auch untereinander keinen Kontakt gehabt hatten. Das CDC berichtet aktuell (Stand 2. März) von 65 gemeldeten Fällen der B.1.351-Mutation in insgesamt 17 Bundesstaaten.
Bei Massentests von „Tür zu Tür“ in gefährdeten Gebieten Ende Januar und Anfang Februar 2021 fanden Behörden im Vereinigten Königreich bis zum 2. Februar in Bristol elf Fälle der Variante E484K und in Liverpool ein Cluster mit 32 Fällen, das zwar die gleiche Mutation wie E484K aufwies, aber nicht auf dem 501.V2-Corona-Virus, sondern offenbar auf Basis der ursprünglichen Variante des Virus entstanden war.

## Forschungsergebnisse
Forscher und Beamte berichteten, dass bei jungen Menschen ohne zugrunde liegende Gesundheitszustände die Prävalenz der Variante 501.V2 höher war als die Prävalenz anderer Varianten. Auch verursache diese Variante häufiger schwere Erkrankungen als andere Varianten. Die südafrikanische Gesundheitsbehörde wies auch darauf hin, dass die Variante möglicherweise die zweite Welle der COVID-19-Pandemie im Lande antreibt, da sich die Variante schneller ausbreitet als andere frühere Varianten des Virus.
Die Wissenschaftler stellten fest, dass sich die Variante aufgrund von drei Mutationen in der rezeptorbindenden Domäne (RBD) im Spike-Glykoprotein des Virus leichter an menschliche Zellen anheften kann: N501Y (ein Wechsel von Asparagin (N) zu Tyrosin (Y) in der Aminosäureposition 501), K417N und E484K. Zwei dieser Mutationen, E484K und N501Y, befinden sich innerhalb des rezeptorbindenden Motivs (RBM) der rezeptorbindenden Domäne (RBD).
Die N501Y-Mutation wurde auch im Vereinigten Königreich nachgewiesen. Zwei in 501.V2 gefundene Mutationen, E484K und K417N, sind in der Variante 202012/01 nicht zu finden. Außerdem hat 501.V2 nicht die 69-70del-Mutation, die in der anderen Variante gefunden wurde.

## E484K-Mutation
E484K ist eine SARS-CoV-2-Mutation der Rezeptor-Bindungsdomäne (RBD) des neuartigen Coronavirus, die mit der „Flucht vor neutralisierenden Antikörpern“ assoziiert wird; diese Fluchtmutation (Escape-Mutation) könnte die Wirksamkeit von Corona-Impfstoffen beeinträchtigen. Die Fluchtmutation E484K wurde mit einem Fall von wiederholter Ansteckung (Reinfektion) mit der Beta-Variante (B.1.351) von SARS-CoV-2 in Brasilien in Verbindung gebracht, von der angenommen wird, dass es sich um den ersten Fall einer Reinfektion mit der E484K-Mutation handelt. Die Möglichkeit einer Veränderung der Antigenität wurde als „Escape-Mutation“ eines monoklonalen Antikörpers mit der Fähigkeit zur Neutralisierung von Varianten des Spike-Glykoproteins von SARS-CoV-2 bezeichnet.

## Wirksamkeit von Impfstoffen
Am 4. Januar 2021 berichtete die britische Zeitung The Telegraph, dass der Oxford-Immunologe Sir John Bell eine Resistenz von 501.V2 gegen COVID-19-Impfstoffe für sehr unwahrscheinlich hält. Am selben Tag sagte der Professor für Vakzinologie, Shabir Madhi, CBS News, es könnte sein, dass die COVID-Impfstoffe gegen 501.V nicht die volle Wirksamkeit haben. Simon Clarke, ein Professor für zelluläre Mikrobiologie an der Universität Reading,
sagte, die zusätzlichen Mutationen des Spike-Proteins könnten das Virus möglicherweise weniger anfällig für die COVID-Impfung machen. Lawrence Young, Virologe an der Universität Warwick, äußerte, die multiplen Spike-Mutationen der Variante könnten „zu einer gewissen Flucht vor dem Immunschutz führen“.
Forscher von Pfizer und BioNTech untersuchten 20 Bluttests und gaben Anfang 2021 bekannt, dass ihr Impfstoff Schutz gegen N501Y (eine der Mutationen der Variante 501.V2) bietet. Sie kündigten weitere Untersuchungen an, um das Ausmaß des Schutzes zu ermitteln.
Beim Impfstoff von AstraZeneca kam es zu einem deutlichen Wirksamkeitsverlust bezüglich leichter und moderater Infektionen, sodass Südafrika die Verabreichung dieses  Impfstoffs im Februar 2021 vorläufig aussetzte. Es gibt aber laut WHO Hinweise darauf, dass die Impfung dennoch vor schweren Infektionen schützen kann. Laut der WHO-Impfspezialistin Kate O’Brien sei bei allen Impfstoffen die Wirksamkeit bei relativ milden Krankheitsverläufen weniger deutlich als bei schweren Verläufen. Nach ihrer Auffassung sei es „plausibel zu erwarten, dass dieser Impfstoff gegen schwere Krankheitsverläufe wirksam ist“; zudem sei die für eine Immunantwort wichtige Reaktion der T-Zellen stark.

## Weitere Varianten
In Indien wurde mit B.1.617 eine Kombination der Mutation von B.1.351 mit der von B.1.1.7 (der „britischen“ Alpha-Variante) entdeckt. Die sogenannte „Doppelmutante“ ist Mitte April 2021 bereits für 60 Prozent der Neuinfektionen im indischen Bundesstaat Maharashtra nachgewiesen und breitet sich stark weiter aus.